# واکنش پیترسون
واکنش پیترسون
(به انگلیسی: Peterson reaction) یا اولفینی شدن پیترسون (به انگلیسی: Peterson olefination) یک واکنش شیمیایی در شیمی آلی است که طی آن یک آلفا-سیلیل کاربانیون ۱ با یک کتون (یا آلدهید) واکنش داده و بتا-هیدروکسی‌سیلان ۲ تشکیل می‌دهد که طی یک واکنش حذفی به دو مولکول آلکن ۳ تبدیل می‌شود.